# كنيسة سنندج
كنيسة سنندج (بالفارسية: كنيسة سنندج) هي كنيسة تاريخية تعود إلى عصر القاجاريين، وتقع في سنندج في إيران.